# قيمة متوقعة

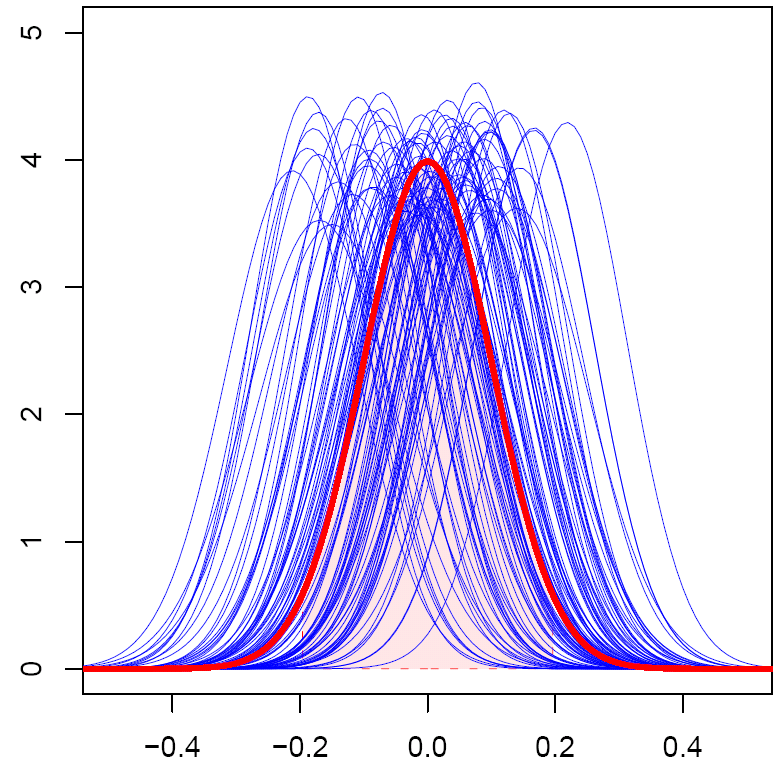

القيمة المتوقعة (بالإنجليزية: Expected value)‏ لمتغير عشوائي {\displaystyle x} هي القيمة التي تظهر نتيجة لإعادة تجارب معينة معدلا لنتاج هذه التجارب. فالقيمة المتوقعة هي قيمة عددية تساوي درجة المساواة في لعبة حظ. وهي تساوي مجموع الارباح (أو الخسائر) موزونة باحتمال الربح (أو الخسارة).

## مثال لعبة العجلة
يختار اللاعب عددا من 0 إلى 36 (37 عدداً) على العجلة (متكونة من 37 خانة كل خانة تمثل عددا). ثم يراهن على هذا العدد.
توضع كرة صغيرة في العجلة وتدار العجلة بسرعة ثم تقف الكرة في خانة عدد ما. إذا كان عدد الخانة يساوي العدد الذي اختاره اللاعب في البداية فإن رهانه سيضاعف 36 مرّة أما في الحالة الثانية فإنه يخسر رهانه.
لنفترض أنه يراهن على هذه الخانة بـ 10 دولارات.
القيمة المتوقعة للربح هي إذا:
{\displaystyle -10+{\frac {10\times 36}{37}}=-0,27}(حذفنا 10 دولارات لأنّه وقع صرفها باحتمال يساوي 1)
هذا العدد يمثل، معدلاّ، أن اللاعب يخسر 0.27 دولارا بعد كل لعبة (لحساب صاحب العجلة).
عندما تكون القيمة المتوقعة تساوي 0، نعتبر اللعبة عادلة.

## القيمة المتوقعة والاختيار المعقول
في بعض الحالات، إشارات القيمة المتوقعة لا تتطابق مع الاختيار المعقول.
لنتخيل مثلا أن نفوم بالاقتراح التالي: لو تم رمي زهري نرد، وظهر العدد 6 على كلاهما، فإن اللاعب يربح مليون دولار وإذا لم يقع ذلك يخسر اللاعب 10000 دولار. من المحتمل، أن يرفض اللاعب اللعب (قد يتبين لنا أنّه سيخسر الكثير).
ولكن القيمة المتوقعة لهذه اللعبة ملائمة للربح: احتمال الحصول على 6 على كلا الزهرين هو 1/36، فلنا إذا:
{\displaystyle {\frac {1\,000\,000}{36}}-{\frac {10\,000\times 35}{36}}=18\,055}
بعد كلّ شوط، يربح الاعب 18055 دولار معادلا.
تكمن المشكلة في الحقيقة على لفظة «معدلا»: إذ مع أن الأرباح قد تكون عالية، فإن وقوعها نادر نسبيا، وليضمن اللاعب أن يكون رابحا فإنه يجب أن يكون لديه كمية كافية من المال ليلعب عددا كبيرا من المرّات. وإذا كانت الرهانات كبيرة (بإفراط) فإن اللاعب يستطيع اللعب عددا كبيرا من المرّات وعندها تكون حجة القيمة المتوسطة ليست كافية.

## أهمية العلاوة على المجازفة
إنّ اعتبارات المجازفة بالخسارة هذه هي التي جعلت الرياضي دانيال برنولي يجد فكرة «النفور من المجازفة» في كتابه «تناقض متسرل سانت بتارسبورغ». هذ الفكرة أدّت إلى مصاحبة القيمة المتوقعة بعلاوة على المجازفة (ميدان اقتصادي) عند تطبيقها في مسائل الاختيار.
- تطبيقات خاصّة (اقتصاد، تأمينات وأموال)

## الرياضيات
القيمة المتوقعة لمتغير عشوائي تعادل احتمال معدل متسلسلة إحصائية في الإحصاء.
يرمز إليها ب (E(X وتقرأ القيمة المتوقعة لـ X.
تحسب القيمة المتوقعة كالتباين أي باستعمال قوى المتغير العشوائي

### معادلات
تحسب القيمة المتوقعة لمتغيرات عشوائية (حقيقية أو مركبة) بالشكل التالي:
- إذا كان المتغير العشوائي X متغيرا منفصلا:
  - إذا كانت قيمة X تنتمي إلى مجموعة منتهية { x1, x2,..., xn } وكل عنصر xi احتماله pi إذن: {\displaystyle E(X)=\sum _{i=1}^{n}p_{i}\,x_{i}}
  - إذا كانت قيمة X تنتمي إلى مجموعة عدودة {...,x1, x2,..., xi } فإنّ {\displaystyle E(X)=\sum _{i\in \mathbb {N} }p_{i}\,x_{i}} (إذا كانت المتسلسلة تنتهي مطلقا: النهاية المطلقة للمتسلسلة تضمن استقلال مجوعها عن طريقة ترقيم أطرافها)
- إذا كان المتغير العشوائي X متغيرا متصلا:
  - إذا كانت ل X الدالة الكثافة الاحتمالية f إذن {\displaystyle E(X)=\int _{\mathbb {R} }x\,f(x)\,dx} بشرط أن تكون الدالة قابلة للتكامل.
  - إذا كانت X دالة قابلة للقياس في (Ω, B, p) في مجموعة الأعداد الحقيقية، موجبة وP-قابلة للقياس: {\displaystyle E(X)=\int _{\Omega }X\,dP=\int _{\mathbb {R} }x\,dP_{X}} (حيث {\displaystyle \ P_{X}} الاحتمال الصورة)

### خصائص القيمة المتوقعة
تمتلك القيمة المتوقعة بعض الخصائص المهمة رياضياً ومنها:

#### الخطية
تمتلك القيمة المتوقعة خاصية الخطية، حيث أنه يمكن أن ينطبق مع أي متغيرين عشوائيين {\displaystyle X_{1},X_{2}} التالي:
{\displaystyle E(X_{1}+X_{2})=E(X_{1})+E(X_{2})}
وكحالات خاصة ينطبق مع أي متغيرين حقيقيين {\displaystyle c} أو {\displaystyle d} ومتغيّر عشوائي {\displaystyle X} التالي:
{\displaystyle E(cX+d)=cE(X)+d}
{\displaystyle E(cX)=cE(X)}
وأيضاً:
{\displaystyle E(d)=d}
تنطبق خاصية الخطية في القيمة المتوقعة أيضاً على المتسلسلات:
{\displaystyle E{\Bigl (}\sum _{k=1}^{n}X_{k}{\Bigr )}=\sum _{k=1}^{n}E(X_{k})}
إن خاصية الخطية للقيمة المتوقعة تأتي كنتيجة لخطية تكامل القيمة المتوقعة.

### التقييم
يقول قانون الأعداد الكبيرة أن المعدل التجريبي لـ N (مع ملاحظة أن N كبير) للمتغير العشوائي X تقدير جيّد للقيمة المتوقعة لـ X.

### طابع التوسط
غالبا، نعتبر القيمة المتوقعة أن تكون مثل «وسط المتغير العشوائي»، أي القيمة التي تتوزع حولها القيم الأخرى.
مثلا إذا كان لـX و2a - X نفس التوزيع الاحتمالي أي أنّ التوزيع هذا متناظر بالنسبة إلى a، إذن E (X).
ولكن هذه الفكرة تفقد صحتها إذا لم يكن التوزيع متناظرا. لندرس مثالا التوزيع الهندسي، وهو توزيع غير متناظر. إذا X يمثل عدد رميات زهر نرد، يمكن أن نبرهن أنّ 6 =(E(X يعني أن لنحصل على "1" يكفي، معدلا، أن نرمي الزهر 6 مرّات. ولكن احتمال أنّ 5 رميات أو أقل تكفي للحصول على "1" تساوي 0.6 والاحتمال أن 7 رميات أو أكثر تساوي 0.33. قيمات X تتوزع بطريقة غير متساوية حول القيمة المتوقعة.